# ماكسيم بتروف (لاعب كرة قدم)
ماكسيم بتروف (بالروسية: Петров, Максим Вячеславович)‏ هو لاعب كرة قدم روسي، ولد في 18 يناير 2001 في بالاشيكا في روسيا.